# 邦美蜀机场
邦美蜀機場 （越南语：／）是位於越南西原多乐省省會邦美蜀市的機場。越南战争时期，机场为美国空军和越南共和国重要空军基地。2016年間，此機場接待了860,000名旅客。

## 航線
| 航空公司       | 目的地               |
| -------------- | -------------------- |
| 越南航空       | 胡志明市、河内、岘港 |
| 捷星太平洋航空 | 海防、胡志明市、荣市 |
| 越捷航空       | 胡志明市、河内       |

1. ↑  .   [2022-06-15]. （原始内容存档于2022-06-17）.
2. ↑  Kelley, Michael. . Hellgate Press. 2002: 34. ISBN 978-1555716257.
3. ↑  . ACV. 9 September 2015  [1 June 2016]. （原始内容存档于16 March 2016） （越南语）.